# Sedum nokoense
Sedum nokoense är en fetbladsväxtart som beskrevs av Yoshimatsu Yamamoto. Sedum nokoense ingår i Fetknoppssläktet som ingår i familjen fetbladsväxter. Inga underarter finns listade i Catalogue of Life.